# 마오: 알려지지 않은 이야기들
마오: 알려지지 않은 이야기들(Mao: The Unknown Story)은 장융과 존 할리데이가 공동 집필한 서적이다.